# الدورة الرياضية لجامعات ومؤسسات التعليم العالي في دول مجلس التعاون لدول الخليج العربية
والمعروفة باسم البطولة الخليجية للجامعات هي دورة رياضية جامعية تنظم كل سنتين على دول مجلس التعاون لدول الخليج العربية، وتعد من أهم الاحداث الرياضية في منطقة الخليج العربي بعد كأس الخليج العربي وتقتصـر المشاركة في هـذه الـدورة على الجامعات ومؤسسات التعليم العالي في دول المجلس، ويمثل النظام الأساسي للدورة الرياضية للجامعات ومؤسسات التعليم العالي في دول المجلس إطارًا تنظيميا عاما للنشاطات الرياضية المشتركة بين الجامعات ومؤسسات التعليم العالي في دول مجلس التعاون 

## تاريخ وأهداف الدورة
انطلاقا من أهداف مجلس التعاون لدول الخليج العربية، وتنفيذا لقرارات رؤساء ومديري الجامعات ومؤسسات التعليم العالي في دول مجلس التعاون في اجتماعهم الأول المنعقد بمدينة الرياض بالمملكة العربية السعودية خلال الفترة 28 إلى 29 من جمادى الثاني 1406هـ، ونصت الاهداف على ان تنظم جامعات ومؤسسات التعليم العالي وبالتنسيق مع الامانة العامة لمجلس التعاون الخليج العربية برامج منفصلة للأنشطة واللقاءات الطلابية في المجالات العلمية والثقافية والرياضية
وانطلاقا من ذلك تدارس عمداء شؤون الطلاب لجامعات دول مجلس التعاون الخليجي في اجتماعهم الأول في مدينة الرياض وفي اجتماعهم الثاني في مدينة الكويت سنة 1408 هـ، حيث تم وضع برنامج زمني للنشا الطلابي المشترك بين جامعات دول المجلس، ومن بين هذه البرامج تنظيم دورة رياضية تشمل جميع الالعالب الرياضية التالية: (السباحة، كرة السلة، وكرة المضرب، وكرة الطاولة، والاسكواش، والريشة الطائرة) وان تقام كل سنتين
وتهدف الدورة إلى 
1. تاكيد روح الانتماء الإسلامي وتعميق الشعور بذلك بين طلاب الجامعات وومؤسسات التعليم العالي من أبناء المجلس
2. تقوية وتعميق اهداف مجلس التعاون التي يسعى لتحقيقها
3. تعميق الصلات والروابط الأخوية بين طلاب الجامعات ومؤسسات التعليم العالي من أبناء دول المجلس.
4. تنمية الوعي الرياضي للطالب الجامعي تحقيقا للنمو المتكامل في شخصيته وقدرته على الممارسة الرياضية في جو تنافسي شريف
5. اعداد الطالب الجامعي رياضيا لتمثيل جامعته بما ينسجم ورسالتها الاكاديمية على المستوى المحلي والإقليمي والدولي

## تنظيم الدورة
تقام الدورة الرياضـية كل سـنتين وتحدد اللجنة الاشرافية الموعد المناسـب لاقامة كل دورة بالتنسـيق مع الامانة العامة والجامعة أو المؤسسة المنظمة والجامعات والمؤسسات المشاركة.
يتحدد مكان اقامة الدورة بناء على توصيات اجتماعات العمدا بالتناوب بين الدول المشتركة بانتظام في الدورة ومدة الدورة من سـبعة إلى عشرة أيام مع مراعاة الاسـتفادة من أيام نهاية الاسـبوع قدر الإمكان.
وقد استضافت جامعة الملك عبد العزيز بالمملكة العربية السسعودية الدورة الأولى للبطولة عام 1993م، واما الدورة الثانية فقد نظمتها جامعة قطر عام 1995م والدورة الثالثه نظمتها جامعة الملك فهد للبترة ول والمعادن بالسعودية عام 1998 م، وفي عام 2000م نظمت جامعة الإمارات الدورة الرابعة وقد نظمت الدورة الخامسة جامعة الامام محمد بن سعود الإسلامية بالسعودية عام 2002م بعدها نظمتها جامعة الكويت الدورة السادسه عام 2004 م وبعد فترة توقف نظمت جامعة السلطان قابوس الدورة السابعة عام 2010م وتوقفت الدورة فترة حتى عادت في دورتها الحالية عام 2019 تنظيم الهيئة العامة للتعليم التطبيقي والتدريب بدولة الكويت.
وقد نظمت الدورات وفق الألعاب التي تمت الموافقة عليها، وتم ادراج لعبة كرة القدم إلى الألعاب المقررة اعتبارا من الدورة الرياضية الثالثة التي نظمتها جامعة الملك فهد للبترول والمعادن، كذلك تم ادراج سباق اختراق الضاحية ضمن الألعاب المقررة في الدورة الثالثه.

## الرياضات
تحدد اللجنة الاشرافية للدورة الألعاب التي سـتقام قبل بداية كل دورة بالتنسـيق مع الجامعة أو المؤسسة المنظمة وإخطار الجامعات ومؤسسات التعليم العالي المشاركة في الدورة بالألعاب التي تم تحديدها قبل ستة أشهر من بدء الدورة
تسـتبعد الجامعة أو المؤسسة المنظمة أي لعبة أو مسابقة من الألعاب بما فيها مسابقات السباحة وألعاب القوى إذا قل عدد الجامعات والمؤسسات المشاركة فيها عن ست. وتخطر الجامعة أو المؤسسة المنظمة الجامعات والمؤسسات المشاركة قبل ثلاثة أشهر من بداية الدورة بذلك.

### رياضات الفرق
1. كرة القدم (FB)
2. كرة اليد (HB)
3. كرة الطائرة (VB)
4. كرة السلة (BB)

### الرياضات الفردية
1. ألعاب القوى (AT)
2. السباحة (SW)
3. سباق اختراق الضاحية

### رياضات المضرب
1. كرة الطاولة (TT)
2. التنس(TE)
3. إسكواتش
4. الريشة الطائرة

## إحصائية الدورات السابقة
| الجهة المنظمة                                            | السنة | البطل                          |
| -------------------------------------------------------- | ----- | ------------------------------ |
| الهيئة العامة للتعليم التطبيقي والتدريب، الكويت          | 2019  |                                |
| جامعة السلطان قابوس، سلطنة عمان                          | 2010  |                                |
| جامعة الكويت، الكويت                                     | 2004  |                                |
| جامعة الإمام محمد بن سعود الإسلامية، السعودية            | 2002  |                                |
| جامعة الإمارات العربية المتحدة، الإمارات العربية المتحدة | 2000  | جامعة الامارات العربية المتحدة |
| جامعة الملك فهد للبترول والمعادن، السعودية               | 1998  |                                |
| جامعة قطر، قطر                                           | 1995  |                                |
| جامعة الملك عبد العزيز، السعودية                         | 1993  |                                |

## الدورة الرياضية الثامنة (الحالية)
تقوم الهيئة العامة للتعليم التطبيقي والتدريب بتنظيم واستضافة البطولة الحالية الدورة الرياضية لجامعات ومؤسسات التعليم العالي في دول مجلس التعاون لدول الخليج العربية متمثلة في عمادة شؤن الطلبة
في الفترة من 1 أبريل إلى ى 10 أبريل 2019 بمشاركة أكثر من 750 طالب جامعي من 17 جامعة ومؤسسة تعليم عالي خليجية.

### المسابقات
تم طرح تسع مسابقات والعاب للتنافس عليها في هذه النسخة بعد الموافقة عليها من مجلس عمداء الجامعات والمؤسسات التعليمية المشاركة، وهذه الألعاب هي:
- كرة القدم
- خماسيات كرة قدم كرة الصالات
- ألعاب القوى مضمار
- ألعاب القوى ميدان
- التنس
- تنس طاولة
- السباحة
- اختراق الضاحية
- كرة طائرة

### الجامعات والمؤسسات المشاركة
| مسلسل | الجامعة - المؤسسة                                         |
| ----- | --------------------------------------------------------- |
| 1     | ، الهيئة العامة للتعليم التطبيقي والتدريب (المنظمون)      |
| 2     | ، جامعة الكويت                                            |
| 3     | سلطنة عمان ، جامعة السلطان قابوس                          |
| 4     | سلطنة عمان ، كليات العلوم التطبيقية                       |
| 5     | السعودية ، جامعة طيبة                                     |
| 6     | السعودية ، جامعة الملك عبد العزيز                         |
| 7     | السعودية ، جامعة الإمام محمد بن سعود الإسلامية            |
| 8     | السعودية ، جامعة القصيم                                   |
| 9     | السعودية ، جامعة الجوف                                    |
| 10    | السعودية ، جامعة الطائف                                   |
| 11    | السعودية ، جامعة الملك خالد                               |
| 12    | السعودية ، جامعة جازان                                    |
| 13    | السعودية ، جامعة شقراء                                    |
| 14    | السعودية ، جامعة حائل                                     |
| 15    | الإمارات العربية المتحدة ، جامعة الإمارات العربية المتحدة |
| 16    | قطر ، جامعة قطر                                           |

### اللجان التنظيمية للدورة الثامنة
أعضاء اللجنة العليا المنظمة للدورة الرياضية الثامنة لجامعات ومؤسسات التعليم العالي بدول مجلس التعاون لدول الخليج العربية

| الاسم                     | المنصب                                              |
| ------------------------- | --------------------------------------------------- |
| د. أحمد صالح الأثري       | رئيس اللجنة العليا للدورة                           |
| د. حسين زايد المكيمي      | نائب رئيس اللجنة العليا للدورة                      |
| م. طارق علي الكندري       | المنسق العام للدورة ومقرر اللجنة ورئيس لجنة المنشآت |
| د. سلمان حسين حاجي        | مدير البطولة                                        |
| د. محمد صلاح الدين محمد   | رئيس اللجنة الفنية                                  |
| أ. عادل سالم البريكي      | مدير الفرق الرياضية للهيئة                          |
| د. نبيل أحمد بدوي         | رئيس اللجنة الطبية                                  |
| د. جاسم الاستاد           | رئيس لجنة التقنية                                   |
| أ. فاطمة ناصر العازمي     | رئيس اللجنة الإعلامية                               |
| أ. جمال خالد الدندن       | رئيس لجنة السكرتارية                                |
| أ. علي عبد العزيز المتروك | رئيس لجنة المالية والتوريدات                        |
| أ. ليلى نوري ماجكي        | رئيس لجنة المراسم والبروتوكول والإعاشة              |
| أ. محمد فلاح الطني        | مراقب التنسيق - قناة الثالثة الرياضية               |
| د. عبيد محمد الشمري       | عضواً                                                |
| د. مصعب العوضي            | عضواً                                                |
| د.نبيل الفيلكاوي          | عضواً                                                |

### المنشآت والبنية التحتية
تم اختيار المنشآت التالية لتجري فيها منافسات الدورة الرياضية لجامعات ومؤسسات التعليم العالي في دول مجلس التعاون لدول الخليج العربية، وقد تم استخدام عدد من هذه المنشآت مسبقاً أثناء تنظيم العديد من الانشطة الرياضية والدورات. كما احتضنت هذه المنشآت مجموعة كبيرة من الأحداث الرياضية المحلية والدولية لعدد من الشركاء الرياضيين البارزين وفي مقدمتهم الاتحاد الدولي لألعاب القوى (IAAF)، والاتحاد الدولي لكرة الطائرة (FIVB)، والاتحاد الدولي للتنس (WTA)، الاتحاد الدولي لكرة القدم (FIFA).
1. المجمع الرياضي التكنولوجي في الشويخ
2. ملاعب كلية التربية الاساسية في العارضية
3. ملاعب الهيئة العامة للتعليم التطبيقي والتدريب في العديلية
4. استاد جابر
5. ملعب ثانوية كيفان
6. الصالة المغطاة في المعهد العالي للتصالات والملاحة في الشويخ
7. الصالة المغطاة في كلية الدراسات التجارية في العارضية

### الجدول الزمني للفعاليات*
- مازال الجدول تحت التعديل

| افتتاح | حفل الافتتاح | ● | منافسات | 1 | نهائيات | ختام | حفل الختام |

| نوفمبر 2017           | 4 سبت | 5 أحد  | 6 اثنين | 7 ثلاثاء | 8 أربعاء | 9 خميس | 10 جمعه | 11 سبت | 12 أحد |
| --------------------- | ----- | ------ | ------- | -------- | -------- | ------ | ------- | ------ | ------ |
| حفل                   |       | افتتاح |         |          |          |        |         | ختام   |        |
| مسابقة اختراق الضاحية |       | 10     | 8       |          | 8        | 10     | 1       |        |        |
| كرة القدم             | 10    | 10     |         |          | 8        | 10     | 1       |        |        |
| ألعاب قوى ميدان       | 10    | 10     | 8       |          | 8        | 10     |         |        |        |
| ألعاب قوى مضمار       | 10    | 10     | 8       |          | 8        | 10     |         |        |        |
| كرة القدم الخماسية    |       | ●      | ●       |          | ●        | ●      | 1       | 1      |        |
| سباحة                 | 10    | 10     | 8       |          | 8        | 10     | 1       |        |        |
| تنس الطاولة           | 10    | 10     | 8       |          | 8        | 10     | 1       |        |        |
| كرة المضرب            | 10    | 10     | 8       |          | 8        | 10     | 1       |        |        |
| كرة طائرة             | 10    | 10     | 8       |          | 8        | 10     | 1       |        |        |
| نوفمبر 2017           | 4 سبت | 5 أحد  | 6 اثنين | 7 ثلاثاء | 8 أربعاء | 9 خميس | 10 جمعه | 11 سبت | 12 أحد |